# Campylospermum paucinervatum
Campylospermum paucinervatum là một loài thực vật có hoa trong họ Ochnaceae. Loài này được Sosef mô tả khoa học đầu tiên năm 2007.